# Вье
Вье (фр. Viey, окс. Biei) — коммуна во Франции, находится в регионе Юг — Пиренеи. Департамент — Верхние Пиренеи. Входит в состав кантона Люс-Сен-Совёр. Округ коммуны — Аржелес-Газост.
Код INSEE коммуны — 65469.

## География

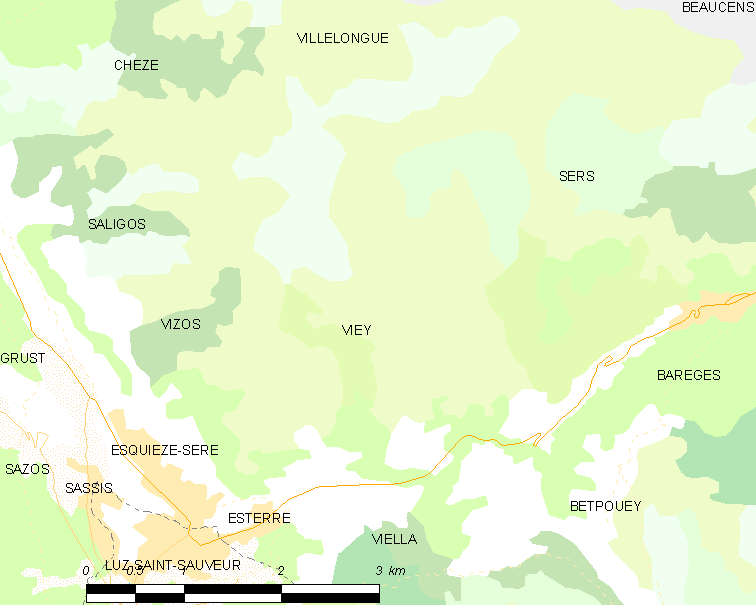
Карта коммуны

Коммуна расположена приблизительно в 690 км к югу от Парижа, в 140 км юго-западнее Тулузы, в 39 км к югу от Тарба.
На юге коммуны протекает река Бастан.

## Климат
Климат умеренно-океанический с солнечной тёплой погодой и обильными осадками на протяжении практически всего года.

## Население
Население коммуны на 2010 год составляло 26 человек.
| 1962 | 1968 | 1975 | 1982 | 1990 | 1999 | 2010 |
| ---- | ---- | ---- | ---- | ---- | ---- | ---- |
| 62   | 46   | 44   | 38   | 34   | 33   | 26   |

## Администрация
| Период | Период | Фамилия      | Партия | Примечания |
| ------ | ------ | ------------ | ------ | ---------- |
| 2001   | 2020   | Жан-Пьер Пра |        |            |

## Экономика
В 2010 году среди 17 человек трудоспособного возраста (15-64 лет) 11 были экономически активными, 6 — неактивными (показатель активности — 64,7 %, в 1999 году было 61,9 %). Из 11 активных жителей работали 11 человек (6 мужчин и 5 женщин), безработных не было. Среди 6 неактивных 2 человека были учениками или студентами, 3 — пенсионерами, 1 был неактивным по другим причинам.